# 普慶院 (さいたま市)
普慶院（ふけいいん）は、埼玉県さいたま市岩槻区にある真言宗豊山派の寺院。

## 歴史
創建年代は不明である。ただ当寺の古文書に「享保四年（1719年）鋳造の梵鐘」の記録があることから、江戸時代中期には既に存在していたものと推測される。
当寺は久しく無住（住職不在）の時期が続いていたが、1914年（大正3年）より住職が着任するようになり、徐々に復興していった。

## 交通アクセス
- 路線バス浮谷下停留所より徒歩6分。